# Розтока (Підкарпатське воєводство)

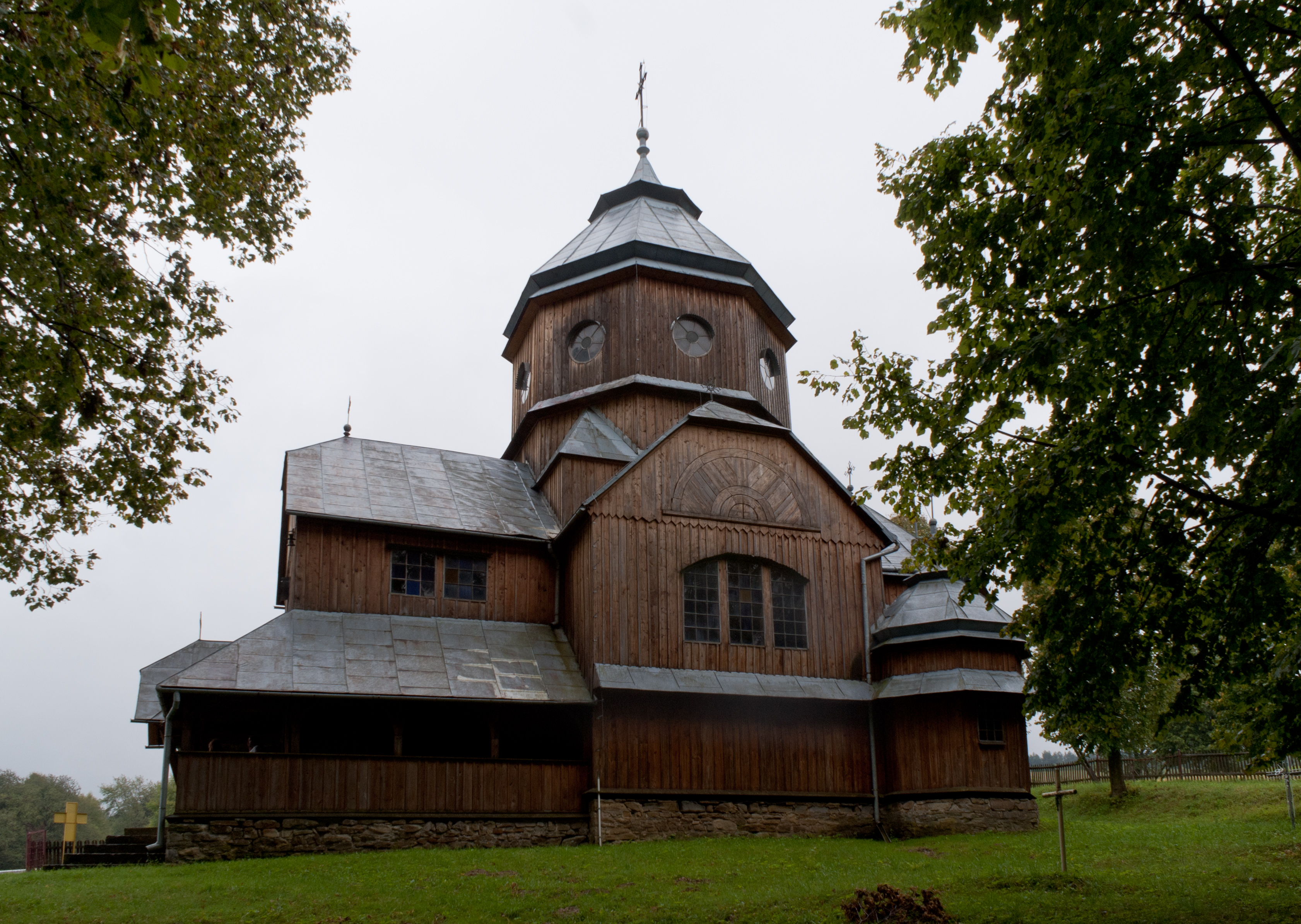
Стародавня церква в селі Розтока

Розтока (пол. Roztoka) — село в Польщі, у гміні Бірча Перемишльського повіту Підкарпатського воєводства.
Населення — 67 осіб (2011).

## Географія
Село розташоване на відстані 11 кілометрів на південь від центру гміни села Бірчі, 30 кілометрів на південний захід від центру повіту міста Перемишля і 59 кілометрів на південний схід від столиці воєводства — міста Ряшіва.

## Історія
В XI-XIII століттях на цих землях існувало Перемишльське руське князівство зі столицею в Перемишлі, яке входило до складу Галицького князівства, а пізніше Галицько-Волинського князівства.
Після захоплення цих земель Польщею територія в 1340–1772 роках входила до складу Перемишльської землі Руського воєводства Королівства Польського.
Село Розтока вперше згадується в 1538 році. Тоді цей населений пункт був власністю Вздовських гербу Жренява (пол. Wzdowskich herbu Szreniawa), ймовірно гілки роду Кмітів (пол. Kmitów).
В 1772 році внаслідок першого поділу Польщі село Розтока відійшло до імперії Габсбургів.
На зламі XVIII та XIX віків село Розтока було власністю Адама Левицького (пол. Adama Lewickiego). В 1804 році в нього купив село Себастьян Остажевський (пол. Sebastian Ostaszewski), а після нього власністю володіла його донька Кароліна Остажевська (1809–1861), одружена з Олександром Гнєвожем (пол. Aleksandrem Gniewoszem).
Після розпаду Австро-Угорщини і утворення Другої Речі Посполитої це переважно населене українцями село Надсяння опинилося по польському боці розмежування, що було закріплено в Ризькому мирному договорі 1921 року. Село входило до ґміни Кузьміна Добромильського повіту Львівського воєводства. На 1.01.1939 в селі було 320 жителів, з них 285 українців-грекокатоликів, 15 українців-римокатоликів, 20 євреїв
Після нападу 1 вересня 1939 року Третього Рейху на Польщу й початку Другої світової війни та вторгнення СРСР до Польщі 17 вересня 1939 року Розтока, що знаходиться на правому, східному березі Сяну, разом з іншими навколишніми селами відійшла до СРСР і ввійшла до складу Бірчанського району (районний центр — Бірча) утвореної 27 листопада 1939 року Дрогобицької області УРСР (обласний центр — місто Дрогобич).
З початком німецько-радянської війни село вже в перший тиждень було зайняте військами вермахту.
В кінці липня 1944 року село було зайняте Червоною Армією.
13 серпня розпочато мобілізацію українського населення Дрогобицької області до Червоної Армії (облвоєнком — підполковник Карличев).
В березні 1945 року Розтока, як і весь Бірчанський район з районним центром Бірча, Ліськівський район з районним центром Лісько та західна частина Перемишльського району включно з містом Перемишль зі складу Дрогобицької області передані Польщі.
Москва підписала й 16 серпня 1945 року опублікувала офіційно договір з Польщею про встановлення лінії Керзона українсько-польським кордоном та, незважаючи на бажання українців залишитись на рідній землі, про передбачене «добровільне» виселення приблизно одного мільйона українців з «Закерзоння», тобто Підляшшя, Холмщини, Надсяння і Лемківщини.,
Розпочалося виселення українців з рідної землі. Проводячи депортацію, уряд Польщі, як і уряд СРСР, керувалися Угодою між цими державами, підписаною в Любліні 9 вересня 1944 року, але, незважаючи на текст угоди, в якому наголошувалось, що «Евакуації підлягають лише ті з перелічених (…) осіб, які виявили своє бажання евакуюватися і щодо прийняття яких є згода Уряду Української РСР і Польського Комітету Національного Визволення. Евакуація є добровільною і тому примус не може бути застосований ні прямо, ні посередньо. Бажання евакуйованих може бути висловлено як усно, так і подано на письмі.», виселення було примусовим і з застосуванням військових підрозділів.
Українська Повстанська Армія намагалась захистити мирне українське населення від примусової депортації польською армією та не дати польській владі заселювати звільнені господарства поляками.
Українське населення села, якому вдалося уникнути депортації до СРСР, попало в 1947 році під етнічну чистку під час проведення Операції «Вісла» і було виселено на ті території у західній та північній частині польської держави, що до 1945 належали Німеччині.
Після депортації українського населення села Розтоки в залишені будинки заселились поляки, мешканці сусідньої Кузьмини.
У 1975-1998 роках село належало до Перемишльського воєводства.

## Демографія
Демографічна структура станом на 31 березня 2011 року:
|          | Загалом | Допрацездатний вік | Працездатний вік | Постпрацездатний вік |
| -------- | ------- | ------------------ | ---------------- | -------------------- |
| Чоловіки | 33      | 4                  | 27               | 2                    |
| Жінки    | 34      | 10                 | 20               | 4                    |
| Разом    | 67      | 14                 | 47               | 6                    |

## Церква
В селі знаходиться дерев'яна греко-католицька церква, збудована напередодні Другої світової війни в 1936 році на місці своєї також дерев'яної попередниці, збудованої в 1822 році.
Церква належить до групи пам'ятників, в великій кількості представлених на просторах південно-східної Польщі, форма яких сформувалася як результат стилістичних шукань, котрі мають своєю кінцевою метою вироблення так званих форм універсального національного «стилю».
Церква тепер використовується як римсько-католицький дочірній (філіальний) костел Святих Апостолів Петра і Павла, який належить до парафії пв. Богоматері Неустанної Допомоги (пол. pw. Matki Boskiej Nieustającej Pomocy), в Кузьмині, в деканаті Бірча (пол. Dekanat Bircza).